# Santiago (Isabela)
Santiago, anteriormente denominado Pueblo de Santiago Apóstol de Carig (Lungsod ng Santiago) es una ciudad componente independiente situada en el norte de la isla de Luzón,  pertenece a  la provincia de La Isabela en la Región Administrativa de Valle del Cagayán, Filipinas también denominada Región II.

## Geografía
Tiene una extensión superficial de 255.50 km² y según el censo del 2007, contaba con una población de 129.244 habitantes y 27.538 hogares; 132.804 habitantes el día primero de mayo de 2010
Puerta de entrada a las vastas tierras de Cagayán, Isabela y Quirino, está rodeada por tres provincias (Nueva Vizcaya (Diadi), Ifugao (Aguinaldo y Alfonso Lista) y Quirino (Diffun y Saguday). Linda también con los municipios de Isabela: Ramón, San Isidro, Echagüe y Jones.

### Barangayes
Santiago, desde un punto de vista administrativo, se divide en 37 barangayes o barrios, 28de carácter rural y los 9 restantes de carácter urbano.
| - Abra - Ambalatungan - Balintocatoc - Baluarte - Bannawag del Norte - Batal - Buenavista - Cabulay - Calao del Este - Calao del Oeste - Calaocan - Villa Gonzaga - Centro, Este | - Centro West - Divisoria - Dubinan del Este - Dubinan del Oeste - Luna - Mabini - Malvar - Nabbuan - Naggasican - Patul - Plaridel - Rizal | - Rosario - Sagana - Salvador - San Andrés - San Isidro - San Jose - Sinili - Sinsayon - Santa Rosa - Victoria del Norte - Victoria del Sur - Villasis |

## Historia
El origen de la ciudad de Santiago lo encontramos en el primer poblado nativo descubierto por misioneros españoles en la ribera del río viejo Carig (ahora río Diadi) de la que se deriva su nombre original, Carig. Los primeros habitantes fueron los Gaddangs y los Ibanags. Cuando los españoles se asentaron en la ciudad fue nombrada Pueblo de Santiago Apóstol de Carig.
A principios de la década de 1950, el presidente municipal Vicente Carreón cambió el nombre a simplemente Santiago.
Santiago formaba parte de la primitiva provincia de Cagayán, subdivisión política que data del año  1583, siendo Nueva Segovia, hoy Lal-lo, su capital.
El 1 de mayo de 1856 se crea la provincia de La Isabela de Luzón, Santiago forma parte de la misma.
Los primeros cinco barrios después de la encuesta catastral en 1927 fueron Patul, Batal, Nabbuan, Buenavista y Dubinan.